# Église Saint-Jacques-le-Majeur de Gundershoffen
Pour les articles homonymes, voir Église Saint-Jacques-le-Majeur.
L'église Saint-Jacques-le-Majeur est un édifice religieux catholique situé 6 rue de l'Église, dans la commune française de Gundershoffen, dans le nord de l'Alsace, en France.

## Historique
Ancienne paroisse passée à la Réforme en 1570, simultanéum probablement en 1685, l'église de Gundershoffen sera soumise au simultaneum de 1715 à 1908, date de la construction de l'église catholique Saint-Jacques-le-Majeur.
L’église mixte a été reconstruite par les deux communautés, après la suppression du principe du simultanéum qui se déroulait dans l'actuelle église protestante,. La pose de la première pierre de la nouvelle église de Gundershoffen est intervenue le 9 août 1908, date visible sur une pierre dans le chœur.
Grand orgue de l'église paroissiale Saint-Jacques-le-Majeur, de 1860, de Joseph Stiehr,. L’instrument actuel, restauré par Gaston Kern facteur d’orgues, sur la base de l’expertise de Robert Pfrimmer, a été réinstallé en septembre 1999,

## Les curés etpasteursayant officié et officiant à Gundershoffen
Les ecclésiastiques hostiles à la Constitution civile du clergé, décret adopté en France par l'Assemblée nationale constituante le 12 juillet 1790 lors de la Révolution française ont été nombreux en Alsace. Un quart du clergé d'Alsace seulement acceptera de se prêter à la prestation de serment constitutionnel. Au nombre des membres du Clergé réfractaire, ou d'Insermentés il y a eu le curé de Gundeshoffen : Sébastien Krummeich qui a exercé son ministère à Gundershoffen de 1788 à 1798.
Voir la liste des pasteurs ayant officié à Gundershoffen, sur Gundershoffen, Eberbach, Griesbach et ses hameaux. Le temps passe... les souvenirs restent, Éditions Carré Blanc. Collection Mémoires de vie, p.67.

## Architecture
Édifice de style néo-roman ; il se compose d'une tour clocher hors-œuvre en façade et d'une nef à cinq travées, plafonnée ; le chœur, précédé par un arc triomphal en plein-cintre, se compose d'une travée droite à voûte d'ogives, flanquée de sacristies, et d'une abside semi-circulaire voûtée en cul-de-four.
On entre dans l'édifice par le clocher-porche saillant de plan carré composé de quatre niveaux d'élévation. Le premier niveau du clocher-tour est en pierres de taille.

## Mobilier

Intérieur église Saint-Jacques-le-Majeur
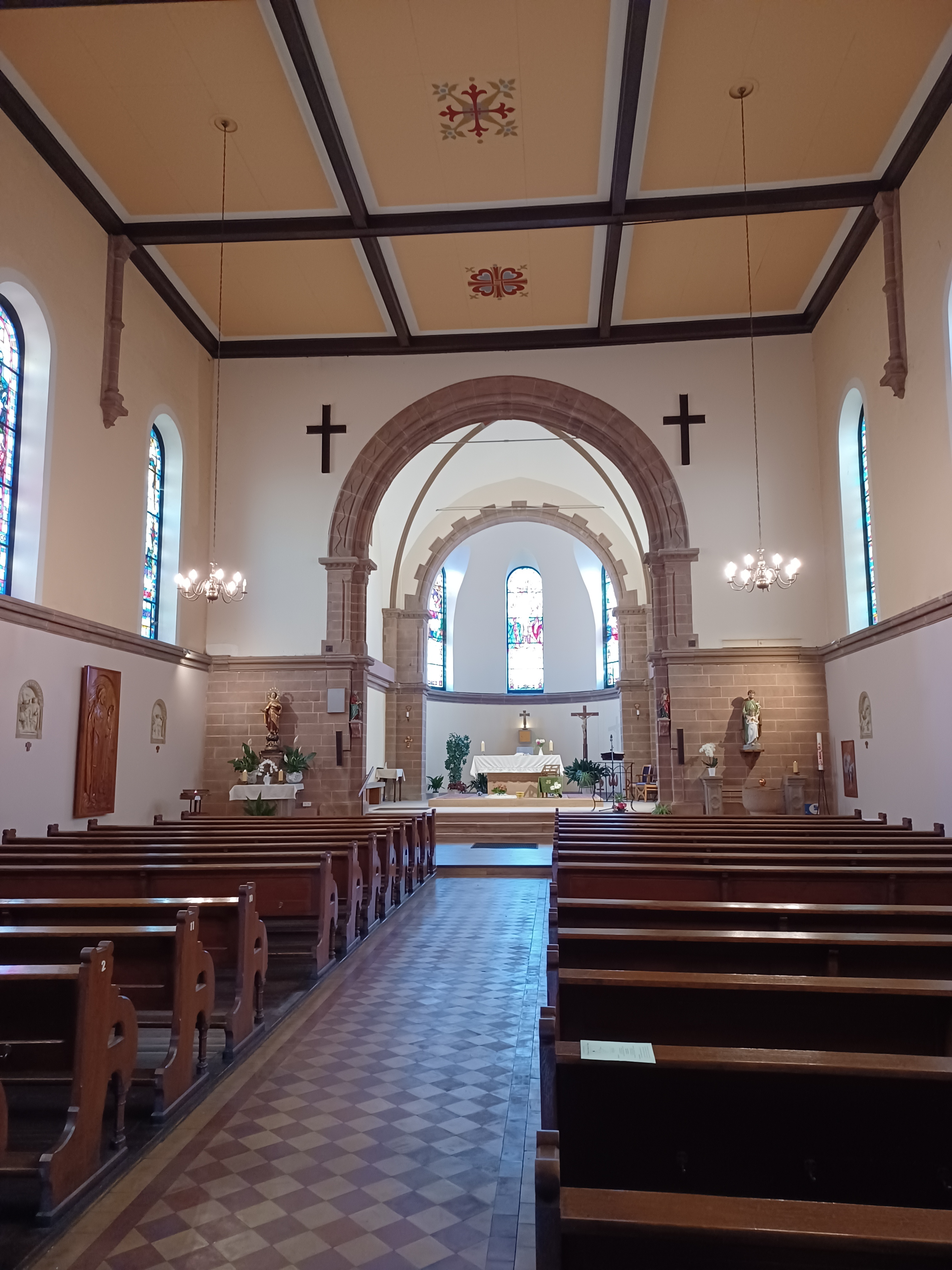
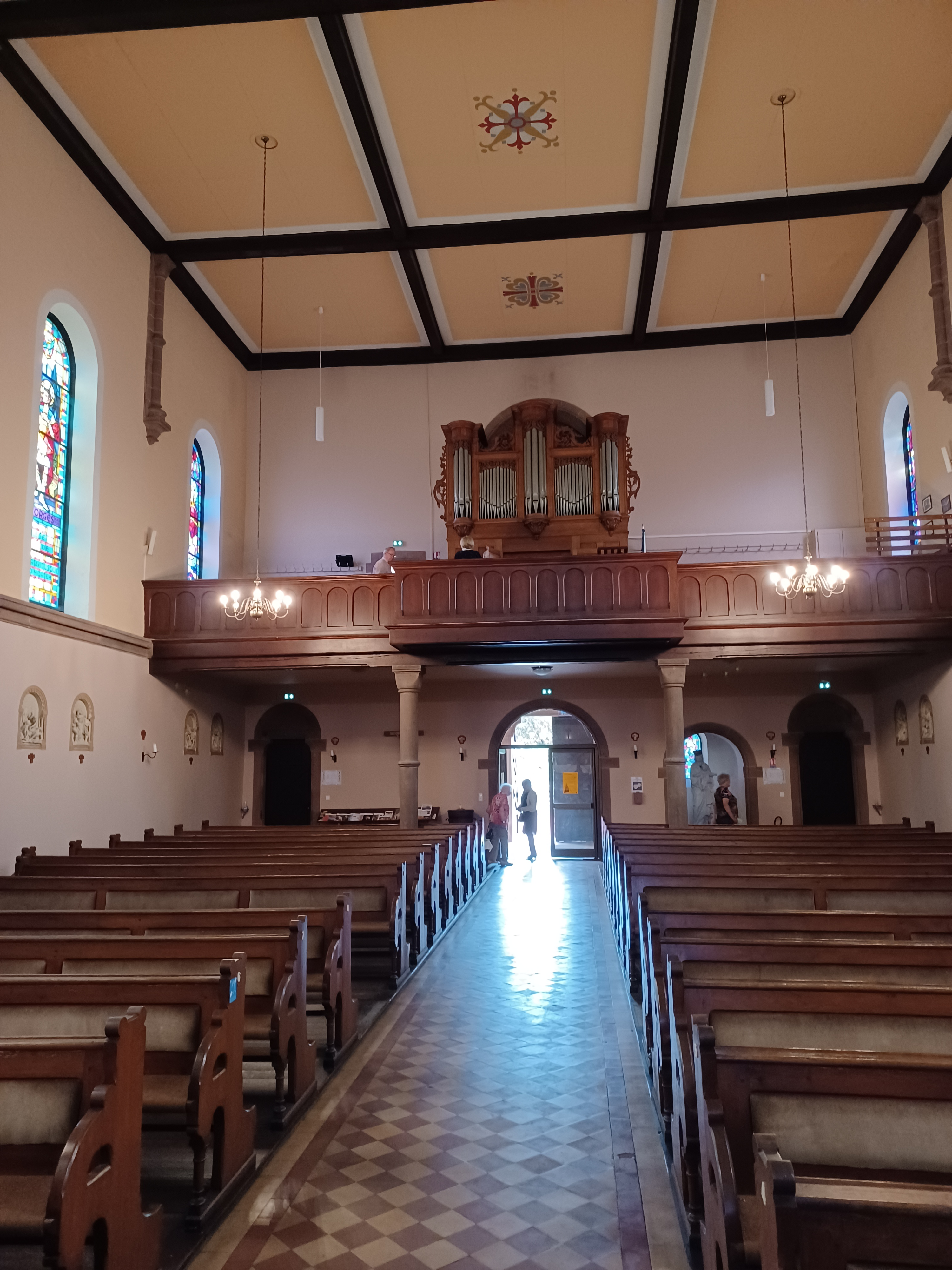
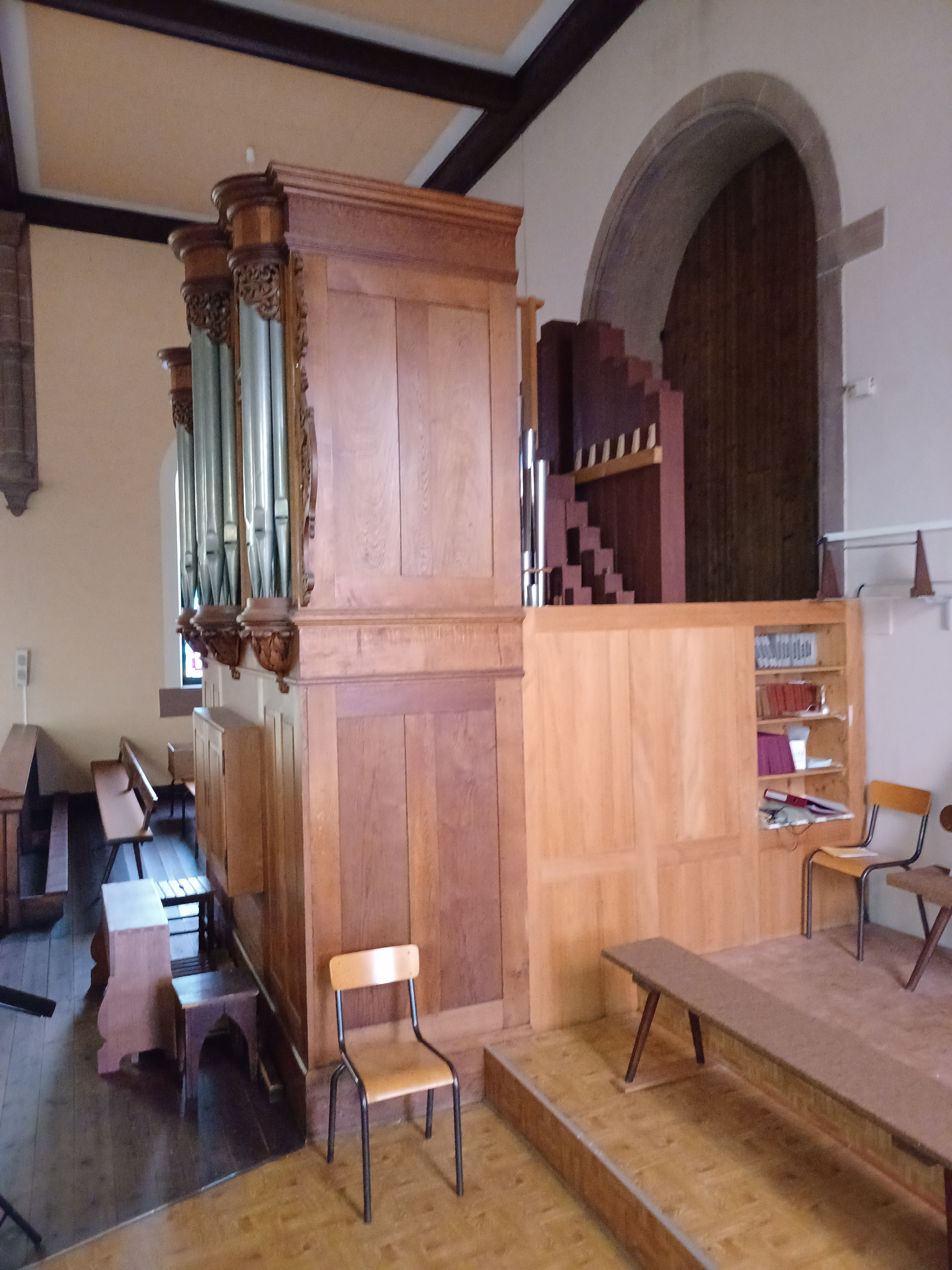

Le mobilier de l’église Saint-Jacques-le-Majeur a été partiellement étudié par le service régional de l’inventaire du Grand Est :
- fonts baptismaux[11],
- statue de procession : Immaculée Conception[12],
- orgue (grand orgue)[13].